# Welzheimer Wald
Der Welzheimer Wald ist ein bis 585,2 m ü. NHN hoher, bewaldeter Höhenzug in den Landkreisen Rems-Murr, Ostalb und Schwäbisch Hall in Baden-Württemberg (Deutschland). Er ist nach der Stadt Welzheim im Zentrum des Waldgebiets benannt.

## Geographie

### Lage
Der Welzheimer Wald liegt knapp 38 km ostnordöstlich von Stuttgart und etwa 45 km südöstlich von Heilbronn zwischen dem Murrhardter Wald und dem Kirnberger Wald im Norden, der Frickenhofer Höhe im Ostnordosten, dem Remstal im Süden und – mit dem diesem zugerechneten Seitental der unteren Wieslauf – auch im Westen.
Der Welzheimer Wald ist landschaftlich eine von fünf Waldregionen des Naturparks Schwäbisch-Fränkischer Wald. Als Naturraum wird er aber nicht den im Norden angrenzenden Schwäbisch-Fränkischen Waldbergen zugerechnet oder dem Vorland der östlichen Schwäbischen Alb im Osten. Er bildet vielmehr mit den Berglen (mit der Buocher Höhe) im Westen jenseits der Wieslauf, dem Remstal (mitsamt dem unteren Wieslauftal) und dem Schurwald südlich der Rems die Naturraum-Hauptgruppe Schurwald und Welzheimer Wald.
Der Welzheimer Wald liegt rund um Welzheim, Kaisersbach und Alfdorf etwa zwischen Fichtenberg im Norden, Gschwend im Nordosten, Spraitbach und Durlangen im Osten, Mutlangen und Schwäbisch Gmünd im Südosten, Lorch im Süden, Plüderhausen, Urbach und Schorndorf im Südwesten, Berglen im Westen sowie Rudersberg und Althütte im Nordwesten.

### Erhebungen
Zu den Erhebungen des Welzheimer Walds gehören – sortiert nach Höhe in Meter über Normalhöhennull (NHN):
- Hagberg (585,2 m), mit Hagbergturm; westlich von Gschwend-Hagkling
- Lichte Eichen (554,3 m), nordnordwestlich von Welzheim-Langenberg
- Haube (536,5 m), direkt nordöstlich von Rudersberg-Mannenberg
- Hohbergkopf (498,8 m), nordöstlich von Plüderhausen
- Kelchenberg (496,1 m), westsüdwestlich von Pfahlbronn
- Heuberg (476,6 m), nordöstlich von Urbach

### Gewässer
Den Welzheimer Wald entwässern vor allem an seinem gesamten Südrand die nach Westen zum Neckar fließende Rems sowie die auf ihrem Mittellauf ab unterhalb von Welzheim nach Osten zum Neckarzufluss Kocher laufende Lein, die diesen aber erst jenseits der Landschaftsgrenze erreicht. Nur Randgebiete im Nordwesten und Norden liegen in den Einzugsbereichen des Neckarzuflusses Murr und des Kocher-Zuflusses „Fichtenberger“ Rot. Der Rems läuft aus dem Westen des Welzheimer Waldes ihr größter Nebenfluss Wieslauf zu, vom weiten Wieslauftal an reihen sich remsaufwärts wie Gräten eines Fisches kleinere nördliche Nebentäler wie etwa das des Urbachs oder des Walkersbachs. Die über eine lange Strecke nie sehr weit nördlich der Rems gegenläufig fließende Lein hat deshalb hier keine Nebenflüsse von Süden, ihr Gewässersystem ist kammartig. Zu ihren Zuflüssen zählen außer ihrem größten an der Ostgrenze des Welzheimer Waldes, der „Gschwender“ Rot, eine Reihe kleinerer Fließgewässer, aber vor allem noch eine weitere vergleichsweise lange dritte Rot, deren Quellen zwischen Gschwend und Kaisersbach liegen.
Zu den Stillgewässern, die alle insbesondere im Sommer gerne besucht werden, zählen der Ebnisee an der obersten Wieslauf und im Zuflusssystem der Lein die Hochwasserrückhaltebecken Aichstruter Stausee am südwärts laufenden Oberlauf, Leinecksee an Mittellauf sowie Eisenbach-, Hagerwald-, Hüttenbühl-, Reichenbach- und Rehnenmühlsee an den Zuflüssen.

## Geschichte
Durch den Welzheimer Wald führt der 2005 zum UNESCO-Welterbe erhobene Obergermanisch-Raetische Limes, der ab etwa 150 n. Chr. zwischen der Donau bei Kelheim und dem Rhein gegenüber Bad Breisig eine Landgrenze des Römischen Weltreichs gegen die Barbaren bildete. Der Limes ist im Welzheimer Wald insbesondere zwischen Lorch und Pfahlbronn sowie beim Ebnisee heute noch gut sichtbar.
Aus Richtung Aalen im Osten kommend, knickt der Limes im Welzheimer Wald bei Lorch nach Norden ab und führt über Murrhardt und Mainhardt weiter in Richtung Miltenberg am Main. Zwischen Schwäbisch Gmünd und Lorch markierte der kleine Rotenbach (rechter Zufluss der Rems) seinerzeit die Grenze zwischen den römischen Provinzen Raetien im Osten und Obergermanien im Westen. Folglich hatte der Welzheimer Wald an beiden Provinzen Anteil. Bei Welzheim befindet sich am ehemaligen Limes ein archäologischer Park (Ostkastell der Kastelle von Welzheim).
1816 veröffentlichte Justinus Kerner im „Morgenblatt“ eine kurze Beschreibung des Gebiets.

## Wirtschaft
Der Welzheimer Wald besitzt außer der Holzverarbeitung kaum Industrie. Die größte Bedeutung besitzt die Region als Naherholungsgebiet. Südlich von Kaisersbach bzw. nordnordöstlich von Welzheim liegt der Vergnügungspark Schwabenpark. In der kalten Jahreszeit ist im Welzheimer Wald teilweise Wintersport möglich.

## Verkehrsanbindung
Die verkehrliche Anbindung durch Landesstraßen ist gut. Die Bundesstraßen B 298 und B 29 tangieren die Region im Osten bzw. Süden. Die einzige Eisenbahnlinie, die Wieslauftalbahn, wurde im Abschnitt zwischen Rudersberg und Welzheim 1980 (Personenverkehr) bzw. 1988 (Güterverkehr) eingestellt. Am 8. Mai 2010 wurde der Eisenbahnverkehr für touristische Zwecke, zum Teil mit Dampfzügen, wieder aufgenommen.